# Ангел Станев
Ангел Станев е български скулптор. 

## Биография
Ангел Станев е роден на 19 ноември 1947 година в с. Голебина (днес Йорданово), област Силистра. През 1966 г. завършва Художествената гимназия в София. Допълнително посещава часовете по скулптора на Петър Рамаданов. През 1977 г. се дипломира в Националната художествена академия в София, специалност „Скулптура“.
Член е на Съюза на българските художници. Преподава в Националната художествена академия.
Професор Станев е инициатор на иновативните Симпозиуми по скулптура в метал Дръстър в Силистра през 1989, 2005 и 2006 г. 
Има редовни участия в национални и представителни изложби на СБХ в Австрия, САЩ, Германия, Гърция, Египет, Испания, Италия и други.